# Guitare à douze cordes
 (mars 2013).
Si vous disposez d'ouvrages ou d'articles de référence ou si vous connaissez des sites web de qualité traitant du thème abordé ici, merci de compléter l'article en donnant les références utiles à sa vérifiabilité et en les liant à la section « Notes et références ».
La guitare à douze cordes, guitare douze cordes ou en raccourci  la « douze-cordes », est une guitare qui possède six chœurs doublés à l'octave (Mi La Ré Sol) et à l'unisson (Si, mi).
La guitare à douze cordes produit un son plus riche en harmoniques que la guitare six cordes standard, grâce au doublage de chaque corde. On la trouve en version acoustique ainsi qu'en électrique.

## Description

### Accordage

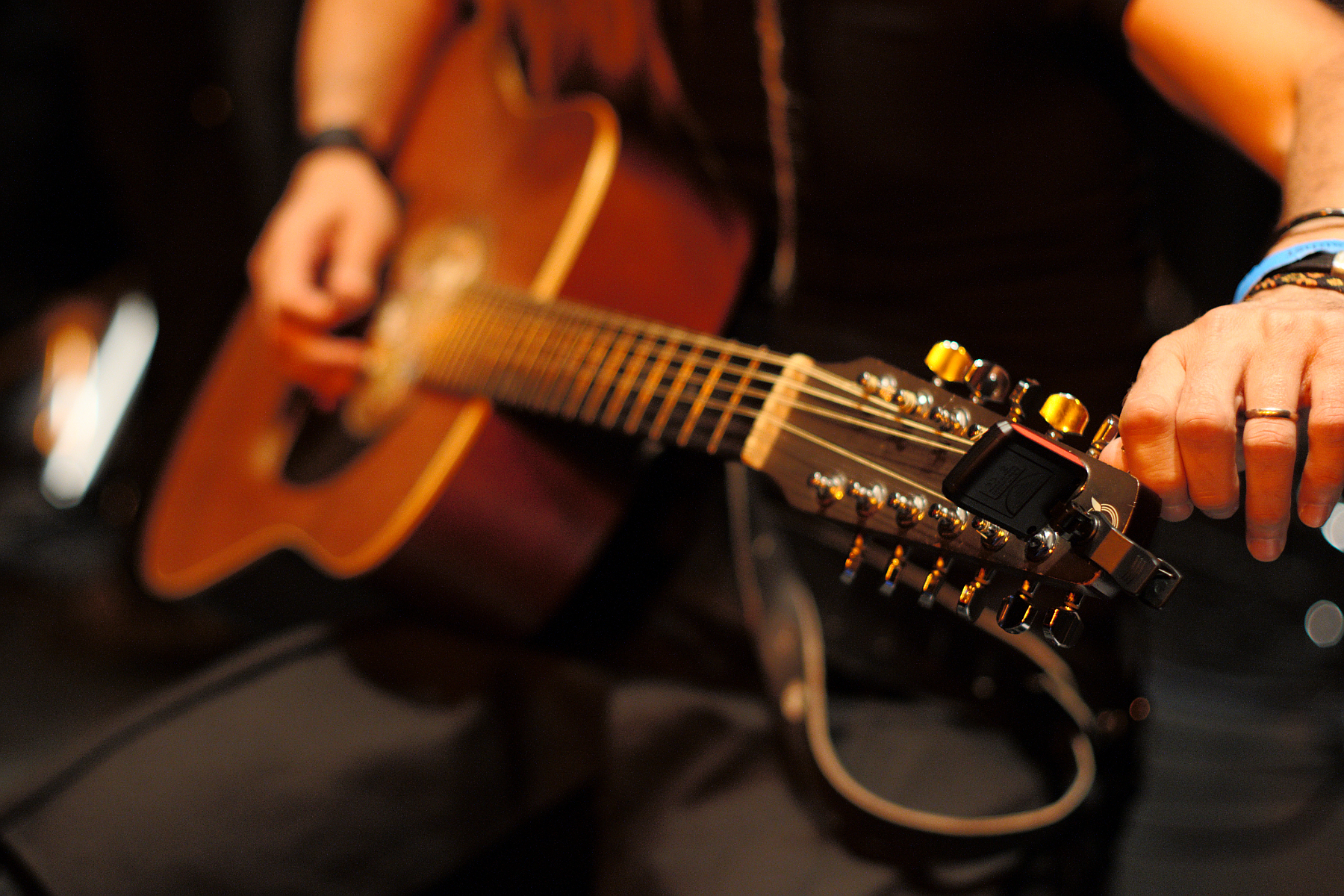
Accordage d'une guitare douze cordes (ici, la personne règle la mécanique de la corde de ré grave).

Sur ce type d'instrument, les cordes sont associées deux par deux. Cette association s'appelle un chœur. La guitare à douze cordes en possède six, le plus souvent accordés sur les mêmes notes de base qu'une guitare standard (mi1, la1, ré2, sol2, si2, mi3, les chiffres indiquant l'octave). Les quatre chœurs les plus graves sont composés de la corde habituelle doublée d'une corde à l'octave supérieure ; les deux chœurs les plus aigus comportent des cordes à l'unisson. L'accord des six chœurs est donc : mi1+mi2, la1+la2, ré2+ré3, sol2+sol3, si2+si2, mi3+mi3. Il est bien sûr possible de modifier cette organisation des chœurs en changeant les cordes ad hoc, et les accords ouverts (open tuning) ainsi obtenus sont abondamment pratiqués. Le manche d'une douze-cordes est souvent un peu plus large que celui d'une six-cordes, en vue de faciliter le placement des doigts.
L'intérêt de doubler les cordes est d'obtenir une richesse de son impossible à rendre avec une guitare à six cordes, sauf à utiliser des effets électroniques. En effet, la superposition d'octaves qui ne sont jamais tout à fait justes (effet chorus) et le doublage des cordes aigües suscite par phénomènes de résonance l'émission d'harmoniques qui enrichissent de façon caractéristique la sonorité de l'instrument.

### Spécificités

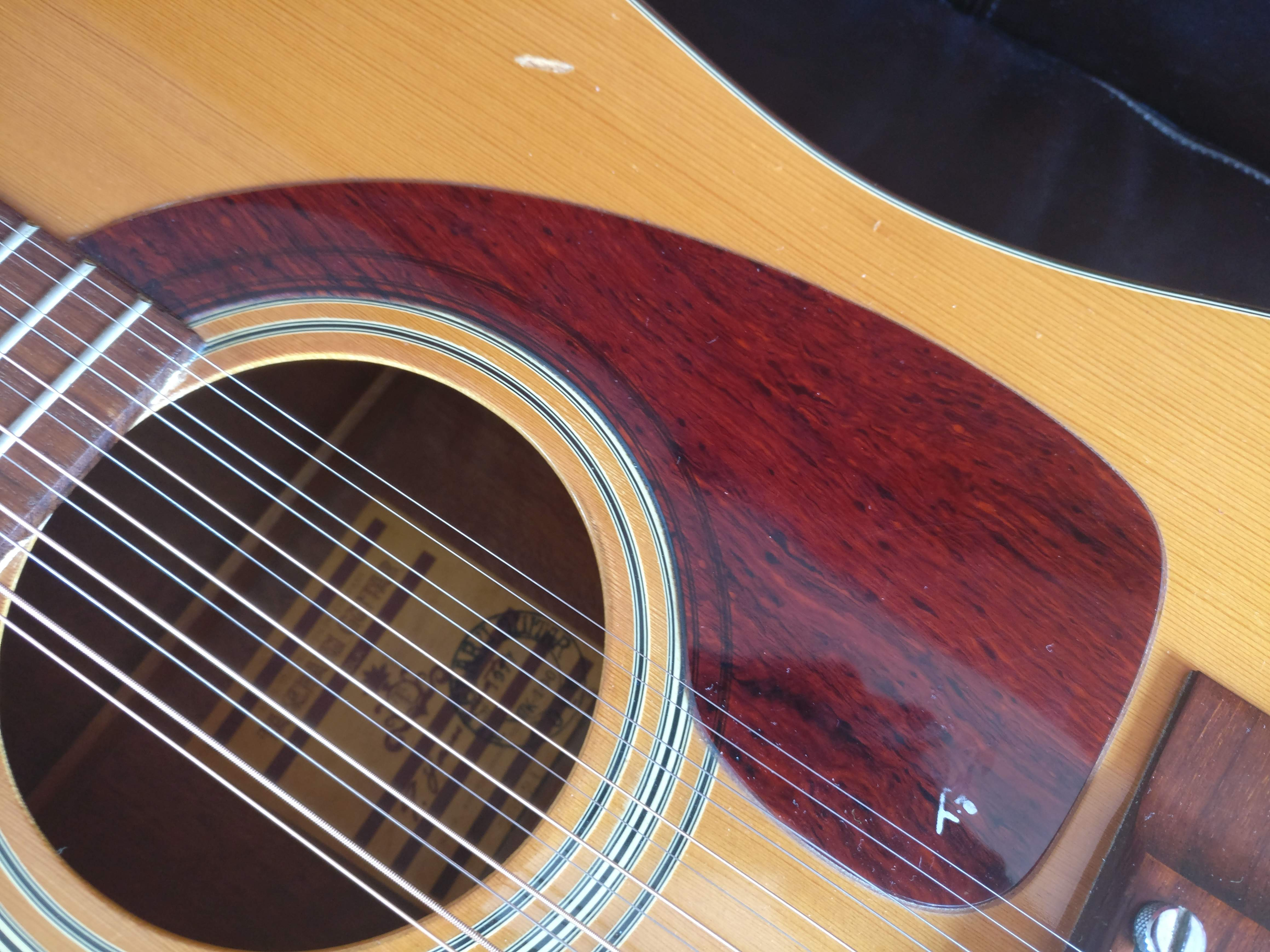
Détail des cordes sur une douze cordes : les plus aigües sont en haut, les plus graves en bas sur chaque chœur.

En raison de l'effort élevé imposé au manche et au corps par le nombre doublé des cordes, une guitare douze cordes nécessite une construction plus résistante et massive, avec d'imposants barrages.
Ce type de guitare est nettement moins courant que la guitare à six cordes, pour différentes raisons :
- un prix plus élevé en raison du nombre de cordes et de mécaniques redoublé, et de la nécessité d'une lutherie renforcée capable de résister à une tension bien plus importante ;
- le jeu en arpèges ou en picking est plus difficile ;
- le fait de devoir presser deux cordes au lieu d'une exige davantage de dépense musculaire et peut rebuter les débutants :
- l'accord général repose sur un compromis délicat, certaines positions d'accord pouvant sonner juste mais d'autres pas : dans les chœurs graves, les deux cordes n'ont pas la même sensibilité à la pression du doigt, et les guitares acoustiques ne disposent pas de réglage d'intonation indépendant pour chaque corde.

Pour contourner ce problème de justesse, il est fréquent dans les studios d'enregistrement de produire un son de douze-cordes avec deux guitares à six cordes, l'une avec un accord standard et l'autre en accord Nashville, les quatre cordes les plus graves étant alors remplacées par des cordes plus fines accordées une octave plus haut que la normale.
En revanche, l'amplitude du son et sa richesse sont des avantages immédiatement perceptibles.
Contrairement à ce qu'on pourrait croire, le volume sonore n'est pas augmenté à proportion du nombre de cordes, toutes choses égales par ailleurs. D'une part parce que la nécessité d'une lutherie plus lourde tend à rendre la caisse moins résonante, mais aussi parce que les cordes de chaque chœur interfèrent entre elles lorsqu'elles sont vigoureusement frappées. De ce fait, les douze-cordes offrent un effet caractéristique de compression, cette moindre dynamique étant compensée par une amplitude de fréquences bien plus étendue, qui remplit de façon caractéristique l'espace sonore.
Les guitares à douze cordes les plus courantes sont du type folk acoustique ou électro-acoustique. Dans les années 1970 et 1980, la guitare acoustique à douze cordes rencontre un grand succès, suscitant la fabrication de modèles par de nombreuses marques aux Etats Unis et au Japon.

### Guitares électriques à douze cordes
Il existe par ailleurs des guitares électriques à douze cordes. Elles apparaissent de manière ponctuelle vers la fin des années 1950, aux États-Unis. Le premier facteur de renom à en proposer une en série a été Rickenbacker avec son modèle 360/12, dont le second prototype fut offert à George Harrison en février 1964, lors de la première tournée aux États-Unis des Beatles. Ceux-ci, dans leurs enregistrement suivants, allaient faire un usage intensif de cet instrument aux possibilités sonores inédites, bientôt imités par pratiquement tous les groupes pop du milieu des années 1960. Sortie en mars 1966, la chanson des Byrds Eight Miles High, avec son riff d'introduction à la douze-cordes, jouera un rôle déterminant dans le développement du rock psychédélique et contribuera grandement au succès des Byrds aussi bien qu'à l'engouement pour cet instrument.

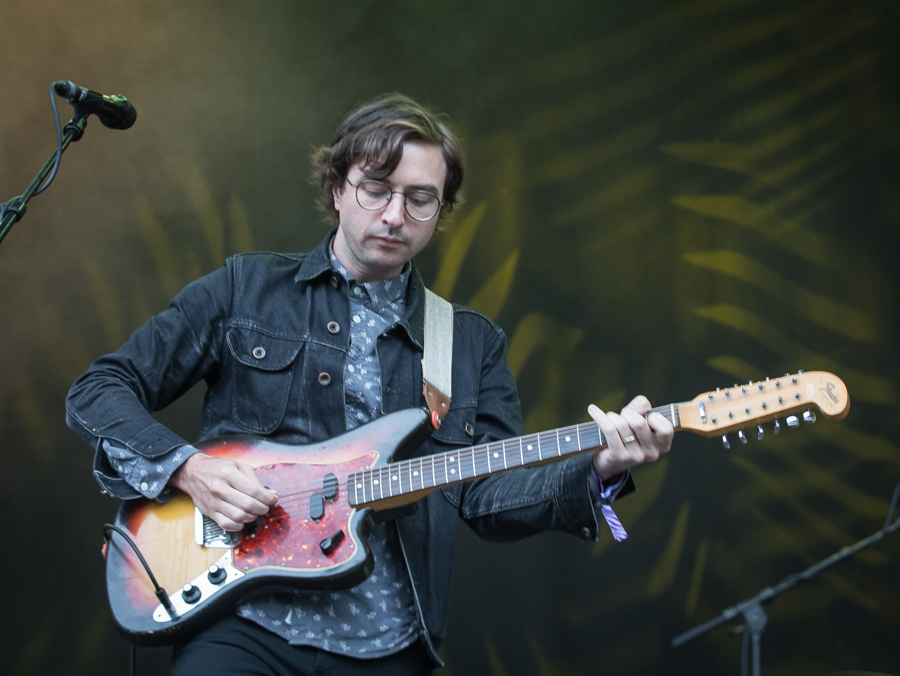
Martin Courtney en 2017 avec une douze cordes électrique Fender.

Par la suite sont apparues des versions modifiées à douze cordes des Fender Stratocaster (extrêmement rares puisque fabriquées par Fender Japon, distribuées exclusivement dans ce pays et pendant très peu de temps), et des Gibson ES-335 de 1965 à 1971. La même marque commercialisait depuis plusieurs années des modèles de guitares électriques à deux manches dont un équipé de douze cordes, nommé Gibson EDS-1275, dont la forme ultime, dérivée de la SG standard, sera popularisée par Jimmy Page. Au cours des années 1960, la marque Danelectro a commercialisé, dans des fabrications limitées et aujourd'hui rares, des guitares à deux manches comportant un manche douze-cordes et un second manche six-cordes standard, ou six-cordes barytone (accordée une quarte, voire une quinte, plus bas) ou même avec un second manche de guitare basse à quatre cordes. En France, le luthier Jaccobaci a réalisé quelques modèles d'exception. Un des modèles les plus vendus, au cours des années 1990 et 2000 est celui proposé par Yamaha, dans sa série Pacifica.

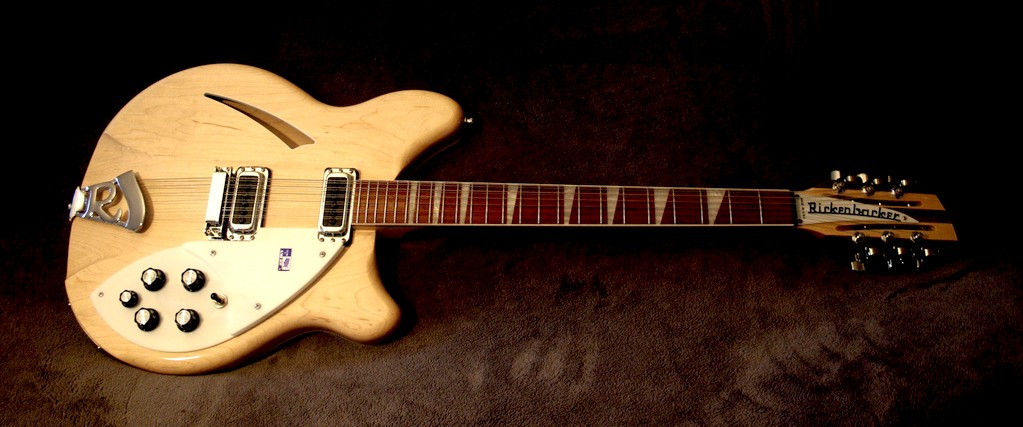
Une Rickenbacker 360-12.

Dans les années 2010, Rickenbacker continue de fabriquer régulièrement des guitares électriques à douze cordes de qualité professionnelle. Quelques autres marques proposent de manière plus ponctuelle de telles versions, ainsi que quelques luthiers confidentiels.

### Variantes
Il existe une variante de la guitare à douze cordes, le tiple colombien, qui est une guitare dont les douze cordes sont regroupées en quatre chœurs de trois : les trois cordes du premier chœur sont à l'unisson, alors que celles des trois autres chœurs sont octavées entre elles, la corde centrale étant plus basse d'une octave que les deux cordes externes.

## Historique
L'histoire des guitares à douze cordes est mal connue. On sait que l'instrument est apparu aux États-Unis autour de 1900 (une hypothèse souvent évoquée mais non documentée est que des luthiers italo-américains en auraient été à l'origine, en se basant sur leur expérience dans les mandolines[réf. nécessaire]), L'inspiration pour cet instrument pourrait venir des instruments à cordes d'Amérique du Sud dont les cordes sont doublées (tels que le tres, le cuatro, ou encore le tiple colombien)
Sur les instruments à cordes pincées, le doublage des cordes par chœurs est une idée ancienne. Elle était appliquée depuis des siècles sur les luths, y compris le doublage à l'octave des cordes (en boyau) sur les chœurs graves. Les guitares baroques du XVIIe siècle étaient typiquement pourvues de 4 ou 5 chœurs doubles. Par la suite, les mandolines italiennes avaient étendu ce principe à des cordes en acier.
La guitare douze cordes est utilisé par les musiciens de blues comme Blind Willie McTell ou Leadbelly, car elle projette davantage de volume sonore qu'une guitare standard et permet donc de mieux se faire entendre. Leadbelly, mort en 1949 mais redécouvert dans les années 1960, a contribué à repopulariser l'instrument tombé dans l'oubli.

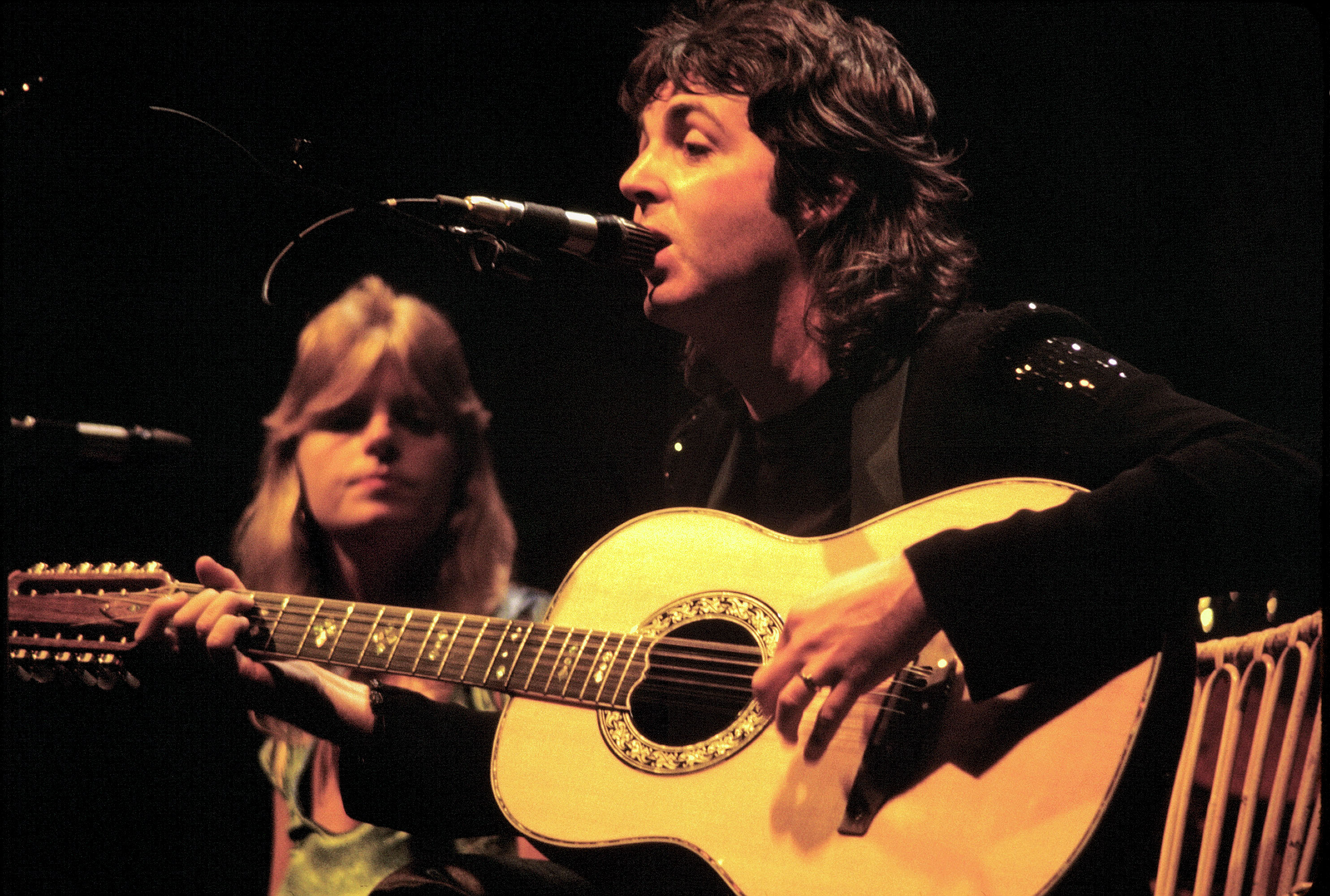
Paul McCartney jouant une douze cordes en 1976 au sein du groupe Wings.

Le luthier yougoslave Bozo Podunavac, parti s'installer à Chicago en 1959, est spécialisé dans la fabrication des douze cordes. Les grandes marques de guitares acoustiques se lancent dans la construction de ces instruments dans les années 1960, comme Guild ou Martin.

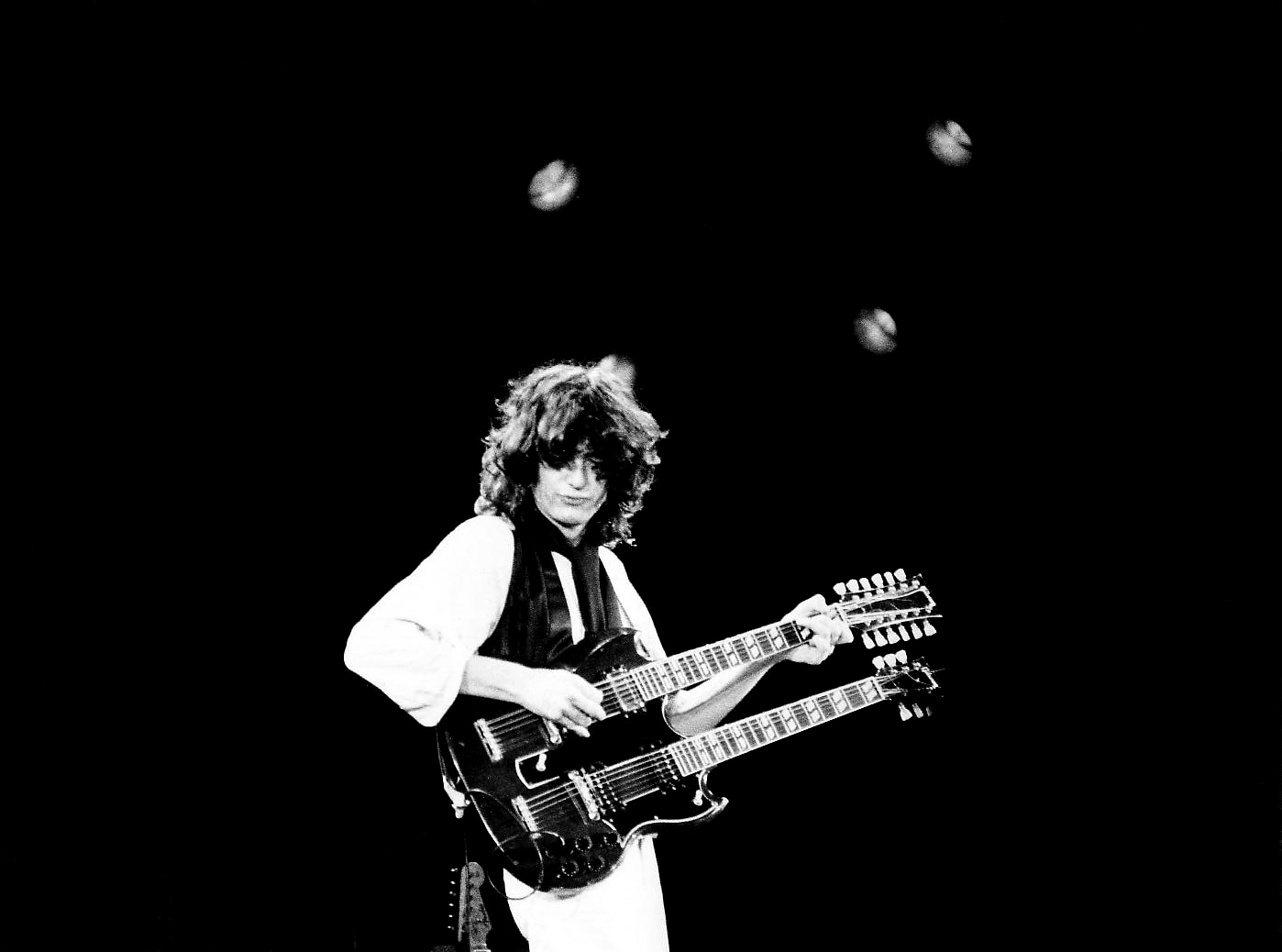
Jimmy Page en 1983, jouant sur une guitare à double manche, douze cordes en haut, six cordes en bas.

Dans les années 1960, les premières guitares douze cordes électriques voient le jour, d'abord avec Fender (de 1965 à 1969), puis Gibson avec un modèle double manche, et Rickenbacker.
Le début des années 1960 voit, à l'ombre du rock 'n' roll, la musique folk conquérir une audience croissante auprès des publics anglo-américains. Quelques artistes de ce courant commencent alors à répandre le son de la douze-cordes. Gibson introduit pour la première fois un modèle de ce type dans un catalogue de 1961-1962. Un groupe de circonstance, les Rooftop Singers, enregistre en 1962 la chanson Walk Right In, qui met délibérément en avant la sonorité de deux guitares à douze cordes en accompagnement comme en solo. Ce morceau, qui obtient un énorme succès dans les premières semaines de 1963, déclenche un engouement mondial. Tous les groupes veulent alors intégrer l'instrument à leur palette sonore, tous les luthiers s'efforcent en hâte d'en produire pour répondre à la demande. Les premières versions électrifiées apparaissent dès 1964. George Harrison en utilise une cette année-là sur l'album des Beatles A Hard Day's Night. La douze-cordes est désormais définitivement installée dans le paysage musical.
Par ailleurs, dans les années 1970, il était courant de voir dans les studios du sud des États-Unis des guitaristes utilisant des douze-cordes dont les cordes graves (mi, la et ré) étaient d'emblée montées à l'octave supérieure, doublées de cordes encore une octave plus haut, afin d'obtenir un son extrêmement cristallin, dépourvu de basses et de bas-médium.
Le luthier espagnol Ignacio Fleta a fabriqué en 1957 une guitare classique (donc pourvue de cordes en nylon) à 12 cordes organisées en 6 chœurs doubles, fait assez rare pour être souligné.

## Utilisation en musique
La guitare à douze cordes (acoustique ou électrique) a été très utilisée à partir de 1963 dans les musiques pop et folk. Dans les années 1970, les guitaristes de groupes de rock progressif en ont fait un grand usage, comme les groupes Pink Floyd, Yes et Genesis ou comme Roger Hodgson (ex-guitariste de Supertramp) et Serge Fiori (Harmonium).
Exemples de titres célèbres utilisant ce type de guitare[réf. nécessaire] :
- Walk Right In, Rooftop Singers (1962)
- Tell Me, The Rolling Stones (1964)
- You Can't Do That, The Beatles (1964)
- A Hard Day's Night, The Beatles (1964)[3]
- Mr. Tambourine Man, The Byrds (1965)[3]
- Mother's Little Helper , The Rolling Stones (1965)
- Ticket to Ride, The Beatles (1965)[3]
- San Francisco (Be Sure to Wear Flowers in Your Hair), Scott McKenzie (1966)
- La poupée qui fait non, Michel Polnareff (1969)
- Space Oddity, David Bowie (1969)[3]
- Stairway to heaven, Led Zeppelin (1971)[3]
- Supper's Ready, Genesis (1972)
- Wish You Were Here, Pink Floyd (1975)[3]
- Hotel California, Eagles (1976)[3]
- More Than a Feeling, Boston (1976)[3]
- Give a Little Bit, Supertramp (1977)
- Free Fallin', Tom Petty (1985)[3]
- Je t'aimais, je t'aime, je t'aimerai, Francis Cabrel (1994)

## Guitaristes spécialistes
- Tony Banks
- John Butler
- Melissa Etheridge
- Serge Fiori
- Jesse Fuller
- George Harrison
- Steve Howe
- Leo Kottke
- Roger McGuinn[1]
- Grant-Lee Phillips
- Mike Rutherford
- Ralph Towner
- Wayne Hussey
- Robbie Basho